# Этьенн, Роберт I
Робе́рт Этье́нн или Робер Этьенн (фр. Robert Estienne; 1503 год, Париж — 7 сентября 1559 год, Женева) — французский книгопечатник, продолживший дело отца Анри Этьенна; лексикограф и эрудит. Он разделил христианское Священное Писание на стихи (на главы оно было разделено ранее).

## Биография
Получил превосходное образование, хорошо усвоив древнееврейский и древнегреческий языки. Уже с 19-летнего возраста стал заниматься делом отца, сосредоточив своё внимание главным образом на издании Нового Завета и Библии, тщательно проверенном на основании сопоставления греческих и латинских текстов.
В 1523 году его отчимом Колином был издан Новый Завет, проверенный и исправленный по латинским рукописям. Это издание, в котором принимал большое участие Роберт, возбудило негодование теологов Сорбонны, находивших неуместным, что светский человек берётся исправлять текст Св. Писания.

### Королевский типограф
Их ненависть возрастала по мере того, как Роберт стал выпускать из своей собственной типографии критически проверенные издания Библии и Нового Завета; но ему покровительствовал король Франциск I, который в 1539 году назначил его типографом латинских и еврейских текстов, а в следующем году — и греческих.
Роберт первым начал издавать книги на греческом языке буквами, гравированными Клодом Гарамоном по приказу короля (так называемые typi regii). За время с 1527 по 1560 годы Робертом выпущено 11 изданий Библии на разных языках и 12 изданий Нового Завета. Это объясняется его сочувствием идеям Реформации, страстным приверженцем которой он сделался к концу жизни, быть может, под влиянием борьбы с Сорбонной. Служа делу Реформации путём распространения Св. Писания в публике, он в то же время оказал огромную услугу гуманизму, издавая критически проверенные тексты греческих и латинских писателей, особенно ещё не изданных.
Им были изданы, например, Дионисий Галикарнасский, Дион Кассий, Юстин, с дополнениями, вариантами и комментариями. Его заслуга представляется гораздо более значительной, если принять во внимание, что он продавал свои великолепные и тщательно исполненные в типографском отношении издания по чрезвычайно низкой для того времени цене.

### Ссылка
Смерть Франциска I имела печальные для Роберта последствия. Он напечатал речь, произнесённую епископом Дюшателем, 1480—1552) по случаю смерти короля (1547). Сорбоннисты нашли в ней выражения, противоречащие учению католической церкви о чистилище, и поставили это в вину издателю. Не чувствуя себя в безопасности, Роберт бежал в 1551 году в Женеву, где устроил типографию, предоставив её деятелям Реформации.
По приезде в Женеву он изложил свою борьбу с Сорбонной в полемическом сочинении «Les censures des Théologiens de Paris par lesquelles ils avoyent faulsement condamné les Bibles imprimées par Robert Estienne avec la response d’iceluy», которое издал в 1552 году.
В 1553 году он издал Библию на французском языке и большую часть произведений Жана Кальвина. 
В 1556 году была издана Латинская Библия, содержащая перевод Ветхого Завета Пагнуса Сантеса и перевод Нового Завета Теодора Беза.
Умер в 1559 году в Женеве.

### Приверженец кальвинизма
В своей приверженности к кальвинизму доходил до крайностей: так, Этьенн одобрял казнь М. Сервета и упрекал теологов Парижа, что они не предали сожжению атеиста Рабле. В своём завещании он приказал детям, под страхом лишения наследства, строго придерживаться кальвинизма.

## Творчество
Заботясь об облегчении доступа к образованию, издавал словари, немало сочинений по грамматике и педагогике.
- Dictionarium latino-gallicum, Paris, 1513, 2 тома — первый латино-французский словарь.
- Thesaurus linguae latinae — превосходный составленный им словарь латинского языка, легший в основу всех последующих словарей и выдержавший в короткое время три издания (1531—1532, 1536 и 1543).
- Dictionnaire français-latin (1539—40 и 1549).
- Ad censuras theologorum parisiensium, quibus Biblia a Roberfo Stephano excusa calumniose notarunt responsio, Genève, 1552
- Gallicœ grammatices libellus, Genève
- «Трактат французской грамматики» (Traité de grammaire française, 1557).